# Élection législative de 1997 à Wallis-et-Futuna
Les élections législatives françaises de 1997 se déroulent le 25 mai et le 1er juin 1997. Dans le territoire de Wallis-et-Futuna, un député est à élire dans le cadre d'une circonscription.

## Élus
| Circonscription        | Député sortant | Parti | Parti | Député élu ou réélu | Parti | Parti |
| ---------------------- | -------------- | ----- | ----- | ------------------- | ----- | ----- |
| Circonscription unique | Kamilo Gata    |       | PRS   | Victor Brial        |       | RPR   |

## Résultats

### Résultats à l'échelle de la collectivité
| Parti          | Parti                                  | Premier tour | Premier tour | Second tour | Second tour | Sièges |
| Parti          | Parti                                  | Voix         | %            | Voix        | %           | Sièges |
| -------------- | -------------------------------------- | ------------ | ------------ | ----------- | ----------- | ------ |
|                | Rassemblement pour la République       | 2 639        | 42,79        | 3 241       | 51,34       | 1      |
|                | Union pour la démocratie française     | 612          | 9,92         |             |             | 3      |
|                | diss. Rassemblement pour la République | 582          | 9,44         | 0           |             |        |
|                | Droite parlementaire                   | 3 833        | 62,15        | 3 241       | 51,34       | 1      |
|                |                                        |              |              |             |             |        |
|                | Parti socialiste                       | 2 334        | 37,85        | 3 072       | 48,66       | 0      |
|                | Gauche plurielle                       | 2 334        | 37,85        | 3 072       | 48,66       | 0      |
|                |                                        |              |              |             |             |        |
| Inscrits       | Inscrits                               | 7 657        | 100,00       | 7 638       | 100,00      | 1      |
| Abstentions    | Abstentions                            | 1 483        | 19,37        | 1 306       | 17,1        |        |
| Votants        | Votants                                | 6 174        | 80,63        | 6 332       | 82,9        |        |
| Blancs et nuls | Blancs et nuls                         | 7            | 0,11         | 19          | 0,3         |        |
| Exprimés       | Exprimés                               | 6 167        | 99,89        | 6 313       | 99,7        |        |

### Résultats par circonscription
| Candidat       | Candidat            | Parti          | Premier tour | Premier tour | Second tour | Second tour |  |
| Candidat       | Candidat            | Parti          | Voix         | %            | Voix        | %           |  |
| -------------- | ------------------- | -------------- | ------------ | ------------ | ----------- | ----------- |  |
|                | Victor Brial élu    | RPR            | 2 639        | 42,79        | 3 241       | 51,34       |  |
|                | Kamilo Gata sortant | PS             | 2 334        | 37,85        | 3 072       | 48,66       |  |
|                | Siolesio Hoatau     | UDF            | 612          | 9,92         |             |             |  |
|                | Pesamino Taputai    | diss. RPR      | 582          | 9,44         |             |             |  |
|                |                     |                |              |              |             |             |  |
| Inscrits       | Inscrits            | Inscrits       | 7 657        | 100,00       | 7 638       | 100,00      |  |
| Abstentions    | Abstentions         | Abstentions    | 1 483        | 19,37        | 1 306       | 17,1        |  |
| Votants        | Votants             | Votants        | 6 174        | 80,63        | 6 332       | 82,9        |  |
| Blancs et nuls | Blancs et nuls      | Blancs et nuls | 7            | 0,11         | 19          | 0,3         |  |
| Exprimés       | Exprimés            | Exprimés       | 6 167        | 99,89        | 6 313       | 99,7        |  |